# Colibrí calçat ventre de coure
El colibrí calçat ventre de coure (Eriocnemis cupreoventris) és una espècie d'ocell de la família dels troquílids (Trochilidae) que habita a Colòmbia i Veneçuela.

## Descripció
El colibrí calçat ventre de coure fa entre 9 i 10 cm de llarg i pesa entre 4,4 i 5,6 grams. Té un bec recte negre. El mascle té les parts superiors de color verd brillant i la cua de color verd blavós. La gola, el pit i els costats són de color verd brillant, el centre del seu ventre de color daurat-coure. Les potes són blanques. La cua és bifurcada i de color blau-negre. La femella és semblant, però la seva gola té taques de color blanc grisenc i el ventre cobri és menys intens.

## Distribució i hàbitat
Es troba als Andes de l'estat de Mèrida, al nord-oest de Veneçuela, al sud i a l'oest als Andes orientals de Colòmbia fins al departament de Cundinamarca. Habita majoritàriament en paisatges oberts com les vores del bosc de muntanya, els vessants arbustius i els trams baixos de la zona del pàramo, tot i que també es pot trobar dins del bosc humit. Es troba entre els 2.000 i els 3.000 metres d'altitud, però és més abundant per sobre dels 2.500 metres.